# هايلون
هايلون (بالصينية: 海伦市) هي مدينة على مستوى مقاطعة، في الصين، تقع في سويهوا، وهيلونغجيانغ، بلغ عدد سكانها 850,000 نسمة وذلك حسب إحصائيات سنة 2010، تبلغ مساحتها 4,551 كيلومتر مربع، رمزها البريدي هو 152300.

## المناخ
يظهر الجدول التالي التغييرات المناخية على مدار السنة لهايلون:
| البيانات المناخية لـهايلون                  | البيانات المناخية لـهايلون | البيانات المناخية لـهايلون | البيانات المناخية لـهايلون | البيانات المناخية لـهايلون | البيانات المناخية لـهايلون | البيانات المناخية لـهايلون | البيانات المناخية لـهايلون | البيانات المناخية لـهايلون | البيانات المناخية لـهايلون | البيانات المناخية لـهايلون | البيانات المناخية لـهايلون | البيانات المناخية لـهايلون | البيانات المناخية لـهايلون |
| الشهر                                       | يناير                      | فبراير                     | مارس                       | أبريل                      | مايو                       | يونيو                      | يوليو                      | أغسطس                      | سبتمبر                     | أكتوبر                     | نوفمبر                     | ديسمبر                     | المعدل السنوي              |
| ------------------------------------------- | -------------------------- | -------------------------- | -------------------------- | -------------------------- | -------------------------- | -------------------------- | -------------------------- | -------------------------- | -------------------------- | -------------------------- | -------------------------- | -------------------------- | -------------------------- |
| الدرجة القصوى °م (°ف)                       | −0.5 (31.1)                | 6.0 (42.8)                 | 19.1 (66.4)                | 28.3 (82.9)                | 33.0 (91.4)                | 38.0 (100.4)               | 36.6 (97.9)                | 35.4 (95.7)                | 32.5 (90.5)                | 24.7 (76.5)                | 13.5 (56.3)                | 3.4 (38.1)                 | 38.0 (100.4)               |
| متوسط درجة الحرارة الكبرى °م (°ف)           | −16.6 (2.1)                | −10.6 (12.9)               | −0.2 (31.6)                | 11.4 (52.5)                | 19.7 (67.5)                | 24.8 (76.6)                | 26.8 (80.2)                | 24.9 (76.8)                | 19.0 (66.2)                | 9.3 (48.7)                 | −3.3 (26.1)                | −13.8 (7.2)                | 7.6 (45.7)                 |
| المتوسط اليومي °م (°ف)                      | −21.7 (−7.1)               | −16.5 (2.3)                | −6.0 (21.2)                | 5.1 (41.2)                 | 13.1 (55.6)                | 19.1 (66.4)                | 21.8 (71.2)                | 19.7 (67.5)                | 13.1 (55.6)                | 3.7 (38.7)                 | −8.4 (16.9)                | −18.6 (−1.5)               | 2.0 (35.6)                 |
| متوسط درجة الحرارة الصغرى °م (°ف)           | −26.3 (−15.3)              | −22 (−8)                   | −11.7 (10.9)               | −0.9 (30.4)                | 6.4 (43.5)                 | 13.4 (56.1)                | 17.1 (62.8)                | 14.9 (58.8)                | 7.6 (45.7)                 | −1.3 (29.7)                | −13 (9)                    | −22.9 (−9.2)               | −3.2 (26.2)                |
| أدنى درجة حرارة °م (°ف)                     | −40.3 (−40.5)              | −36.6 (−33.9)              | −32 (−26)                  | −16.0 (3.2)                | −7.9 (17.8)                | 2.4 (36.3)                 | 7.1 (44.8)                 | 3.1 (37.6)                 | −5.0 (23.0)                | −19.1 (−2.4)               | −31.1 (−24.0)              | −37.2 (−35.0)              | −40.3 (−40.5)              |
| الهطول مم (إنش)                             | 2.3 (0.09)                 | 2.6 (0.10)                 | 6.8 (0.27)                 | 21.5 (0.85)                | 48.6 (1.91)                | 104.1 (4.10)               | 132.3 (5.21)               | 125.1 (4.93)               | 64.8 (2.55)                | 24.7 (0.97)                | 7.1 (0.28)                 | 4.8 (0.19)                 | 544.7 (21.45)              |
| متوسط أيام هطول الأمطار (≥ 0.1 mm)          | 4.5                        | 4.0                        | 4.7                        | 7.2                        | 10.5                       | 14.6                       | 14.7                       | 13.5                       | 11.1                       | 7.2                        | 5.9                        | 6.3                        | 104.2                      |
| متوسط الرطوبة النسبية (%)                   | 75                         | 71                         | 59                         | 53                         | 53                         | 67                         | 77                         | 79                         | 71                         | 63                         | 68                         | 75                         | 68                         |
| ساعات سطوع الشمس الشهرية                    | 181.6                      | 204.8                      | 249.8                      | 236.6                      | 270.8                      | 265.6                      | 257.2                      | 251.9                      | 227.7                      | 208.4                      | 172.8                      | 152.9                      | 2٬680٫1                    |
| نسبة وصول أشعة الشمس                        | 66                         | 71                         | 68                         | 58                         | 58                         | 56                         | 53                         | 57                         | 61                         | 62                         | 62                         | 58                         | 60                         |
| المصدر: China Meteorological Administration |                            |                            |                            |                            |                            |                            |                            |                            |                            |                            |                            |                            |                            |

## التقسيمات الإدارية
- Dongfeng, Hailun [الإنجليزية]‏
- Hainan Township, Hailun [الإنجليزية]‏
- Zhayinhe  [لغات أخرى]‏
- Hainan Township, Hailun [الإنجليزية]‏.